# Karnal (huyện)
Huyện Karnal là một huyện thuộc bang Haryana, Ấn Độ. Thủ phủ huyện Karnal đóng ở Karnal. Huyện Karnal có diện tích 2471 ki lô mét vuông. Đến thời điểm năm 2001, huyện Karnal có dân số 1274843 người.